# HMS Mayflower (K191)
HMS Mayflower (K191) je bila korveta razreda flower Kraljeve vojne mornarice, ki je bila operativna med drugo svetovno vojno.

## Zgodovina
Še preden je bila korveta dokončana, so jo 15. maja 1941 predali Kraljevi kanadski vojni mornarici, ki so jo preimenovali v HMCS Mayflower (K191). 31. maja 1945 je bila korveta vrnjena Kraljevi vojni mornarici, ki jo je 20. septembra 1949 razrezala v Inverkeithingu.